# Achim Scholz
Achim Scholz (* 29. März 1949 in Briesen, Mark) ist ein deutscher Hörspielregisseur, Hörspielautor und Drehbuchautor. Er gewann viermal den DDR-Hörspielpreis, der vom Staatlichen Komitee für Rundfunk vergeben wurde.
Achim Scholz ist der Enkel von August Scholz, Übersetzer und Autor, und der Schwiegersohn von Karl-Heinz Tesch, Journalist und Hörfunkmoderator.

## Hörspiele
- 1976: Fehlrechnung, Regie: Klaus Zippel (Rundfunk der DDR)
- 1979: Eisgänger, Regie: der Autor (Rundfunk der DDR)
- 1981:	Achim Scholz, Peter Graetz: Tatbestand Folge 24: Der Faschingsprinz, Regie: Achim Scholz (Rundfunk der DDR)
- 1985: Frieda, Regie: Achim Scholz, Joachim Staritz (Rundfunk der DDR)
- 1988: Hasenmann, Regie: der Autor (Rundfunk der DDR)
- 1992: Eine Hundslektion (Hunds-Lektion), Regie: Karlheinz Liefers (ORB)

## Hörspielregie (Auswahl)
- 1976: Joachim Brehmer: Meine Frau Inge und meine Frau Schmidt
- 1977: Hans Siebe: Herzogs Frau. Krimi
- 1977: James Thurber: Walter Mittys Geheimleben. Bearbeitung: Gerhard Rentzsch
- 1978: Klaus G. Zabel: Verjährte Fristen. Krimi
- 1978: Jan Eik: Kleines Haus am Wald. Krimi
- 1978: Horst Berensmeier: Ideale Arbeitsbedingungen
- 1978: Ingrid Hahnfeld: Vom Aberheiner. Kinderhörspiel
- 1979: Susanne Günther: Kurzschluß. Krimi
- 1980: Joachim Brehmer: Jahreswechsel – Wechseljahre. DDR-Hörspielpreis Regiepreis der Kritiker
- 1981: Joachim Brehmer: Der Doppelgänger
- 1981: Bernd Schirmer: Der kleine König. DDR-Hörspielpreis der Hörer und Autorenpreis der Kritiker
- 1983: Heiner Müller: Traktor
- 1983: Wera und Claus Küchenmeister: Elend und Glanz des Wilhelm Knaupe, genannt Bello
- 1984: Bertolt Brecht: Furcht und Elend des Dritten Reiches. Komponist: Hermann Anders – Bearbeitung und Regie
- 1986: Gerhard Rentzsch: Bienchens Verwandte DDR-Hörspielpreis der Hörer
- 1987: Franz Fühmann: Rumpelstilzchen
- 1987: Lothar Günther: Großer Bahnhof. Komödie
- 1987: Heiner Müller: Wolokolamsker Chaussee I
- 1988: Franz Fühmann: Rumpelstilzchen
- 1988: Heiner Müller: Bildbeschreibung
- 1988: Hans Siebe: Porzellan. Krimi
- 1989: Frank Naumann: Spätfolgen oder Die unglaubwürdige Geschichte einer bahnbrechenden Erfindung
- 1993: Holger Böhme: Ausbruch (Held) (ORB)
- 1994: Rudolf Kiefert: Schwänzeltanz (ORB)